# عفيفة لعيبي
عفيفة لعيبي هي فنانة تشكيلية عراقية، ولدت في مدينة البصرة عام 1953. تقيم خارج العراق منذ 35 عام شاركت في معارض فنية في بغداد، اليمن، سوريا، لبنان، وإيطاليا، المملكة المتحدة والولايات المتحدة الأمريكية. اقتنت الأمم المتحدة أحد لوحات عفيفة، وتم تخصيصها كجائزة سنوية بين المنظمات النسوية الهولندية. تعرض أعمال عفيفة باستمرار في جالري (دي تي بون) بهاواي.

## سيرتها واعمالها
أكملت الفنانة عفيفة دراستها الابتدائية والمتوسطة في مدينة البصرة، وتابعت دراستها بعد ذلك في معهد الفنون الجميلة في بغداد وعملت إثناء ذلك كرسامة في الصحافة العراقية، بعدها غادرت العراق عام 1974 إلى الإتحاد السوفيتي للدراسة والتخصص في الفن الجداري في أكاديمية الفنون الجميلة «سوريكوف» في موسكو. ولم يكن بمقدورها العودة إلى بلدها العراق بسبب تعقد الوضع السياسي هناك، فغادرت إلى إيطاليا وبعدها إلى اليمن للعمل كمدرسة في معهد الفنون الجميلة في عدن وكذلك عملت في صحافة الأطفال كرسامة، وبعد ذلك اضطرت مرة أخرى لمغادرة اليمن والعودة إلى موسكو ومن ثم إيطاليا. ثم استقرت في هولندا وأقامت مجموعة من المعارض في هولندا ومن أبرزها معرضها الشخصي الشامل في متحف «ايكاترينا خاست موزيم» في مدينة خاودا. وهي تقيم بشكل دوري وثابت معارضها الشخصية على قاعة الكاللري المعروف «دة تفيي باون» في مدينة لاهاي ولها مساهمات دورية في معارض أخرى وقاعات أخرى مثل كالري كودا في أمستردام وكالري «بريما فيستة» في ماسترخت.

## أعمالها
- لوحة تدمير العراق في عام (1991).[5]